# (3212) Agricola
(3212) Agricola est un astéroïde de la ceinture principale.

## Description
(3212) Agricola est un astéroïde de la ceinture principale. Il fut découvert le 19 février 1938 à Turku par Yrjö Väisälä. Il présente une orbite caractérisée par un demi-grand axe de 2,26 UA, une excentricité de 0,15 et une inclinaison de 7,8° par rapport à l'écliptique.
Il fut nommé en honneur de Mikael Agricola.

## Compléments